# Andrzej Tuz
Andrzej Władysław Tuz (ur. 27 czerwca 1962 w Węglińcu) – generał brygady Wojska Polskiego w stanie spoczynku.

## Życiorys
W latach 1982–1986 studiował w Wyższej Szkole Oficerskiej Wojsk Zmechanizowanych im. Tadeusza Kościuszki we Wrocławiu. Od 1986 pełnił służbę na stanowiskach kolejno dowódcy plutonu i kompanii w 32 pułku zmechanizowanym oraz szefa rozpoznania brygady w 8 Brygadzie Zmechanizowanej. Od 1997 był starszym oficerem w Szefostwie Wojsk Pancernych i Zmechanizowanych Dowództwa Wojsk Lądowych, skąd został skierowany na kursy pracy sztabu i kurs prowadzenia ćwiczeń wojskowych zgodnie z procedurami NATO oraz studia podyplomowe w Akademii Obrony Narodowej. Od 2001 pełnił służbę w Polskim Przedstawicielstwie Wojskowym przy Komitecie Wojskowym NATO w Brukseli, a w 2004 objął stanowisko specjalisty w Zarządzie Planowania Strategicznego Sztabu Generalnego Wojska Polskiego. 
Od 2005 był szefem Oddziału Szkolenia Wielonarodowej Dywizji Centrum-Południe IV zmiany Polskiego Kontyngentu Wojskowego w Iraku, po powrocie z misji pełnił służbę na stanowisku szefa Wydziału, a następnie szefa Oddziału w Dowództwie Operacyjnym Sił Zbrojnych. Od 2007 był Szefem Szkolenia 11 Lubuskiej Dywizji Kawalerii Pancernej. Ukończył podyplomowe studia polityki obronnej w Narodowym Uniwersytecie Obrony w Pekinie i objął kolejne stanowisko służbowe w Zarządzie Planowania Rozwoju Wojsk Lądowych Dowództwa Wojsk Lądowych. 
1 stycznia 2010 objął dowództwo 12 Brygady Zmechanizowanej im. gen. broni Józefa Hallera w Szczecinie. 10 listopada 2010 Prezydent RP Bronisław Komorowski mianował go na stopień generała brygady. Od 24 października 2012 do 7 maja 2013 dowodził XII zmianą Polskiego Kontyngentu Wojskowego w Islamskiej Republice Afganistanu. W listopadzie 2013 wspólnie z dowództwem i pododdziałami 12 BZ brał udział w lądowej części ćwiczenia „Steadfast Jazz 2013 Land Livex”. 
1 stycznia 2014 rozpoczął służbę na stanowisku Szefa Zarządu Rozpoznania i Walki Elektronicznej J2 w Dowództwie Operacyjnym Rodzajów Sił Zbrojnych, jednocześnie p/o Szefa Pionu Operacyjnego – Zastępcy Szefa Sztabu ds. Operacyjnych. 28 stycznia 2016 zakończył zawodową służbę wojskową i przeszedł w stan spoczynku.

## Ordery, odznaczenia i wyróżnienia
- Krzyż Komandorski Orderu Krzyża Wojskowego – 2013[4]
- Srebrny Krzyż Zasługi – 2005[5]
- Srebrny Medal „Za Długoletnią Służbę”
- Gwiazda Iraku
- Gwiazda Afganistanu – 2013
- Złoty Medal „Siły Zbrojne w Służbie Ojczyzny”
- Srebrny Medal „Siły Zbrojne w Służbie Ojczyzny”
- Złoty Medal „Za zasługi dla obronności kraju”
- Odznaka pamiątkowa 12 BZ
- Odznaka pamiątkowa Dowództwa Wojsk Lądowych (nr 234) – 1998
- Odznaka tytułu honorowego „Zasłużony Żołnierz RP” – 2011
- Kordzik Honorowy Sił Zbrojnych RP – 2013
- Odznaka honorowa „Za zasługi dla Związku Inwalidów Wojennych RP”
- Medal „Milito Pro Christo” – 2013[6]
- Medal Pamiątkowy Wielonarodowej Dywizji Centrum-Południe w Iraku
- Odznaka pamiątkowa PKW KFOR – 2015[7]
- Pierścień Hallera (wyróżnienie LMiR) – 2014
- Odznaka absolwenta Narodowego Uniwersytetu Obrony Chińskiej Armii Ludowo-Wyzwoleńczej w Pekinie – Chiny
- Bronze Star – Stany Zjednoczone[1]
- Army Commendation Medal – Stany Zjednoczone
- Złoty Medal „Za Zasługi dla Bezpieczeństwa Afganistanu” – Afganistan, 2013[8]
- Medal NATO za misję ISAF